# Лолей
Лолей — камбоджійський храм, збудований Ясоварманом I 893 року на штучному острові 105×80 м, посередині бараю Індрататака на пам'ять про свого батька Індравармана I.

## Опис
Лолей складається з чотирьох цегляних веж храму, що розташовуються на терасі. Первинно між вежами розташовувалась храмова огорожа, стіна, а входи здійснювались через гопури, втім ані стіна, ані гопури до сьогодні не збереглись. Нині храм став монастирем, а в IX столітті він був ашрамом.
Вежі храму зберегли свої декоративні елементи: хибні двері, апсари й дварапали. Збереглись також різьблені фігури з пісковику на стінах храму, наприклад бог неба Індра на слоні Айраваті, безліч водяних зміїв-монстрів: макари й багатоголові наги.